# Ламбаль
Ламба́ль (фр. Lamballe, брет. Lambal, галло Lanball) — ассоциированная коммуна во Франции, находится в регионе Бретань. Департамент — Кот-д’Армор. Входит в состав коммуны Ламбаль-Армор. Округ коммуны — Сен-Бриё.
Код INSEE коммуны — 22093.

## География
Ассрциированая коммуна расположена приблизительно в 360 км к западу от Парижа, в 75 км северо-западнее Ренна, в 19 км к востоку от Сен-Бриё.
По территории коммуны протекает река Гуэссан.

## История
В средние века Ламбаль был столицей графства Пентьевр. В 1436 г. из-за молнии возник пожар, опустошивший весь город. В 1675 году участвовал в Восстании гербовой бумаги.
В 2016 году в состав коммуны Ламбаль вошла соседняя коммуна Мелен, а с 1 января 2019 года она вместе с коммунами Морьё и Плангенуаль кантона Пленёф-Валь-Андре образовали новую коммуну Ламбаль-Армор, к которой перешел статус административного центра кантона Ламбаль.

## Население
Население коммуны на 2016 год составляло 12 323 человека.
| 1962 | 1968 | 1975 | 1982 | 1990 | 1999   | 2008   | 2016   |
| ---- | ---- | ---- | ---- | ---- | ------ | ------ | ------ |
| 5069 | 5075 | 9330 | 9452 | 9894 | 10 563 | 11 705 | 12 323 |

## Администрация
| Период | Период | Фамилия                 | Партия                                                                    | Примечания                    |
| ------ | ------ | ----------------------- | ------------------------------------------------------------------------- | ----------------------------- |
| 1947   | 1959   | Жан Гомбо               | Демократический и социалистический союз Сопротивления                     |                               |
| 1959   | 1960   | Жан Лангле              |                                                                           |                               |
| 1960   | 1970   | Пьер Лано               |                                                                           |                               |
| 1971   | 1995   | Фернан Лаббе            | Союз демократов в поддержку республики Объединение в поддержку республики |                               |
| 1995   | 2018   | Лоик Коре               | Социалистическая партия Вперед, Республика!                               | менеджер и работник профсоюза |
| 2019   |        | Лоик Коре (мэр-делегат) | Вперед, Республика!                                                       | менеджер и работник профсоюза |

## Экономика
В 2007 году среди 6937 человек в трудоспособном возрасте (15—64 лет) 5040 были экономически активными, 1897 — неактивными (показатель активности — 72,7 %, в 1999 году было 73,3 %). Из 5040 активных работали 4663 человека (2428 мужчин и 2235 женщин), безработных было 377 (176 мужчин и 201 женщина). Среди 1897 неактивных 651 человек были учениками или студентами, 768 — пенсионерами, 478 были неактивными по другим причинам.
В Ламбале находится штаб-квартира кооператива производителей свинины Cooperl Arc Atlantique.

## Города-побратимы
- Оливейра-ду-Байру (Португалия, с 1995)[3]

## Фотогалерея

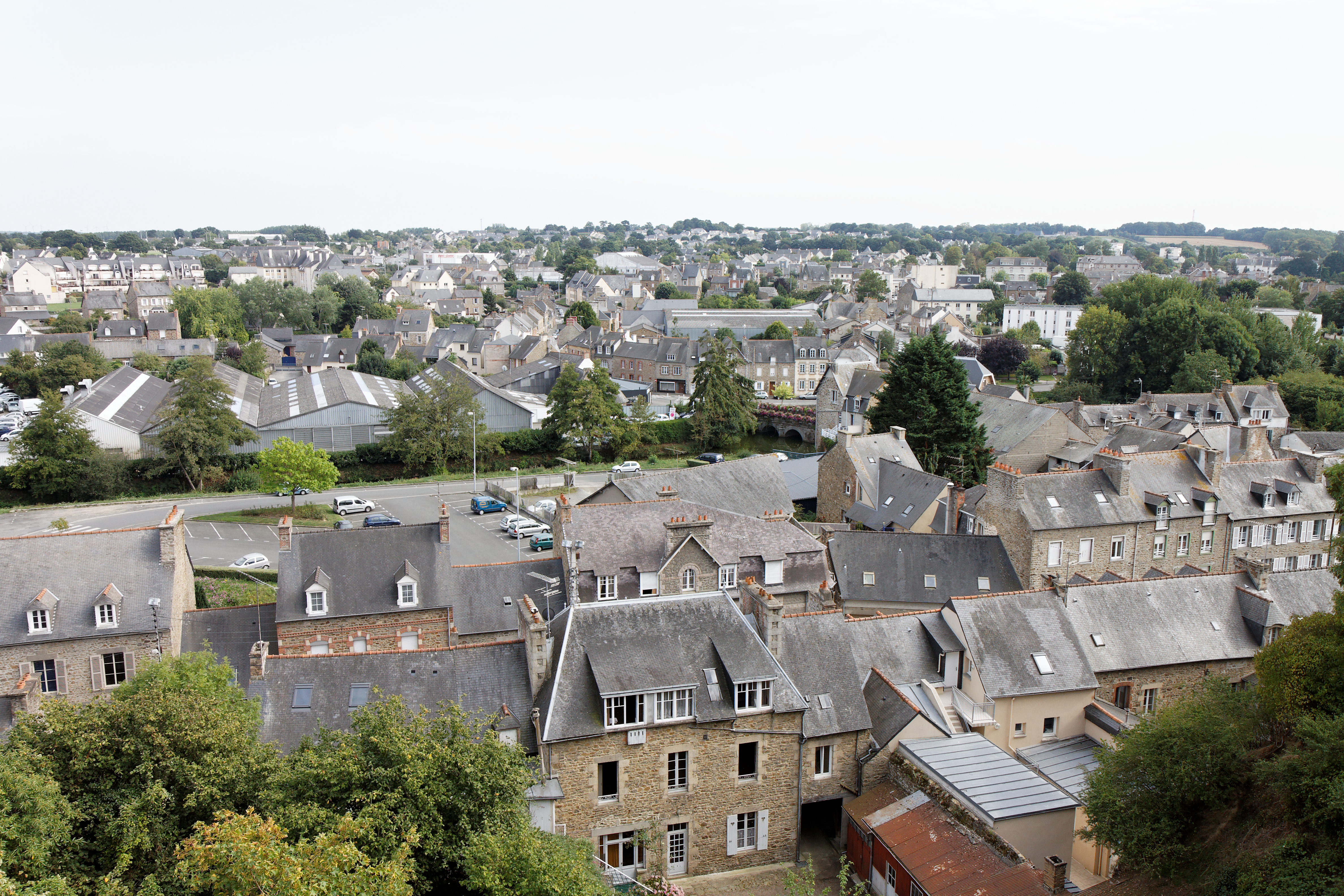
Ламбаль
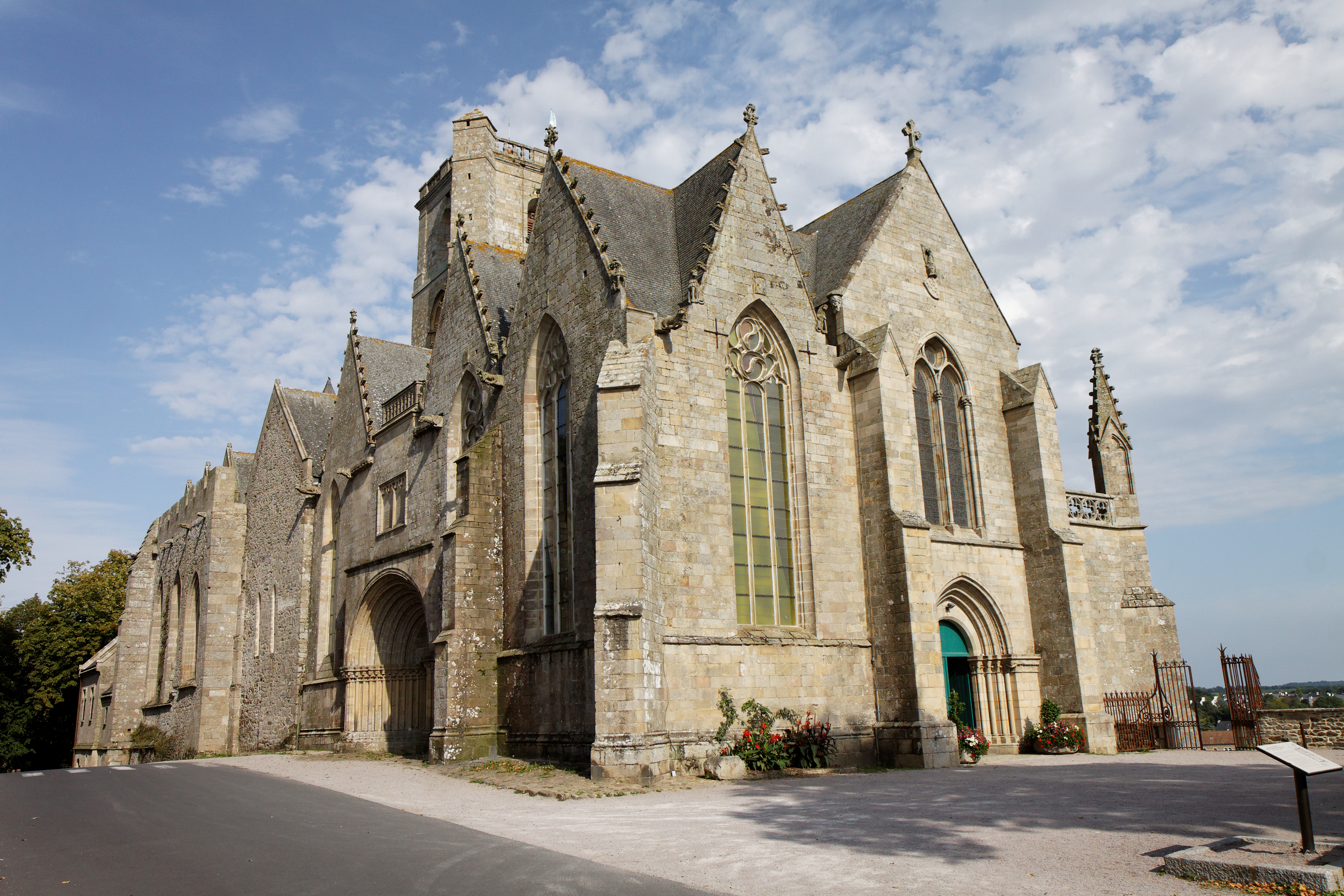
Коллегиальная церковь Нотр-Дам
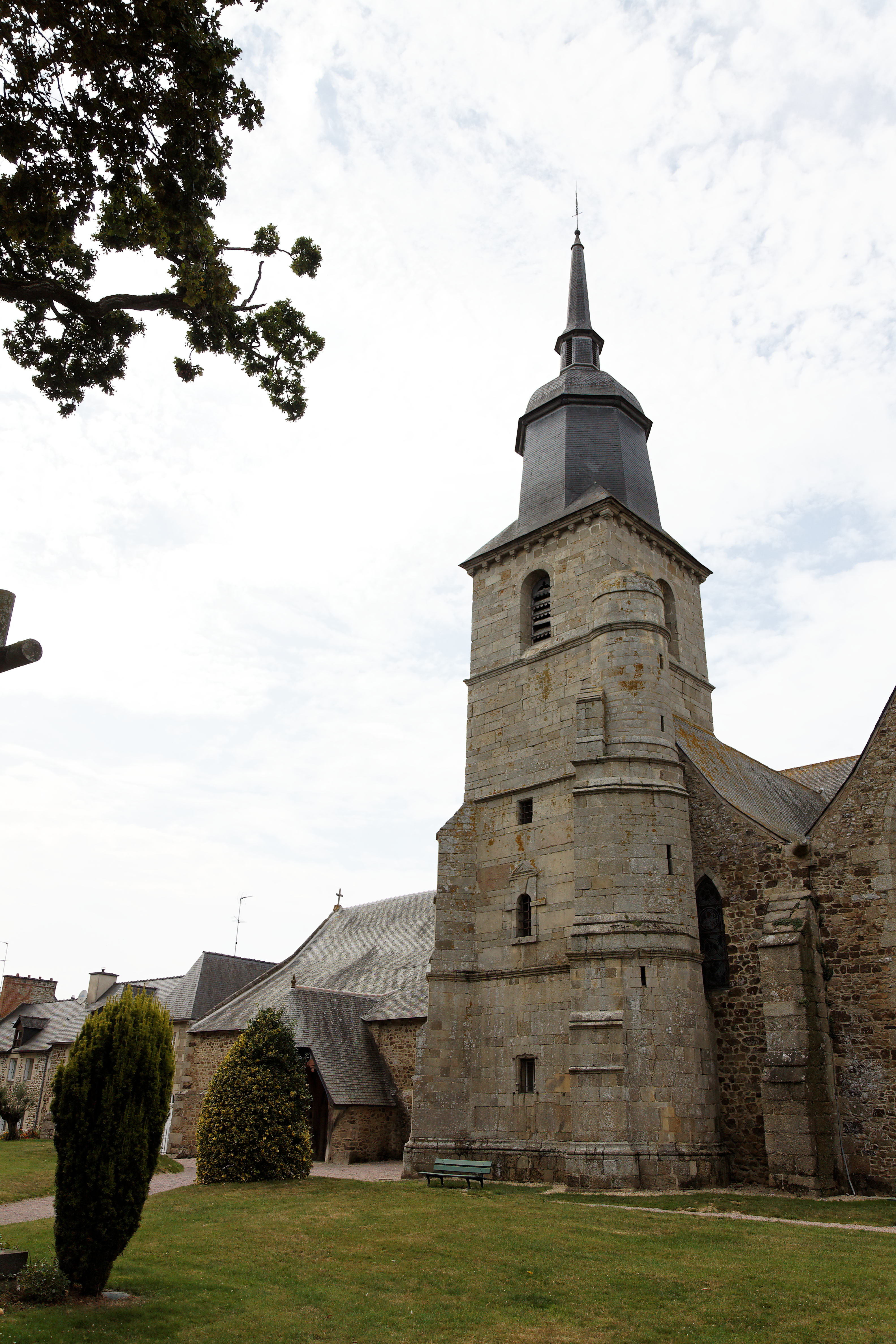
Церковь Сен-Мартен
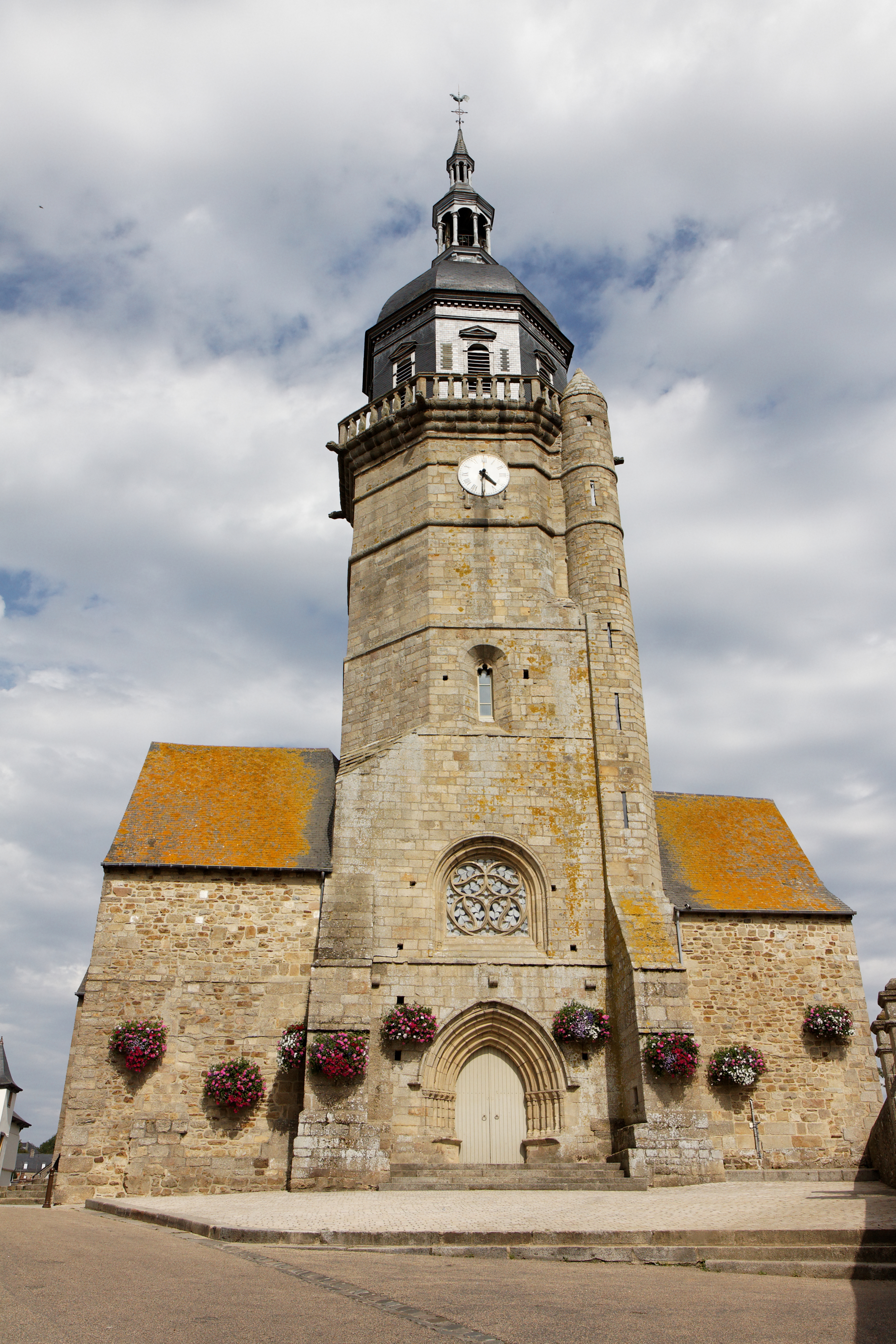
Церковь Сен-Жан

## Известные уроженцы
- Белькур, Роз Перин (1730—1799) — французская актриса.